# Hyperkalzurie
Die Hyperkalzurie, auch Hyperkalziurie; Hypercalciurie, ist eine abnormal vermehrte Calciumausscheidung im Urin von mehr als 6,2 mmol/24 h bei Frauen und > 7,5 mmol/24 h bei Männern. Sie gilt als häufigste fassbare Ursache von kalziumhaltigen (Calciumoxalat und Calciumphosphat) Nierensteinen.

## Verbreitung
Die Häufigkeit wird auf 1 bis 2 Drittel aller Patienten mit Nierensteinen geschätzt.
Eine Hyperkalzurie kann auch im Rahmen von Syndromen auftreten:
- Dent-Syndrom (Niedermolekulare Proteinurie mit Hyperkalziurie und Nephrokalzinose)
- FHHNC, Synonym: Michellis-Castrillo-Syndrom[3]
  - FHHNC mit schwerer Augenbeteiligung, Synonyme: Meier-Blumberg-Imahorn-Syndrom; Hyperkalziurie - bilaterales Makulakolobom[4]
  - FHHNC ohne schwere Augenbeteiligung, Synonyme: Familiäre Hypomagnesiämie mit Hyperkalziurie und Nephrokalzinose ohne schwere Augenbeteiligung; HOMG3; Hypomagnesiämie, renale, Typ 3[5]
- HHRH, Synonym: Rachitis, hypophosphatämische, mit Hyperkalziurie[6]

## Ursache
Die Ätiologie ist uneinheitlich, in 97 % liegt eine der folgenden Ursachen zugrunde:
- Burnett-Syndrom
- Cushing-Syndrom
- Hyperthyreoidismus
- Hypervitaminose D
- Hypophosphatämie
- Immobilisation, langanhaltende
- Knochenmetastasen
- Leukämie
- Lymphom
- Multiples Myelom
- Nebennierenrindeninsuffizienz
- Osteodystrophia deformans
- Paraneoplastisches Syndrom
- Renale tubuläre Azidose
- Sarkoidose oder andere ganulomatöse Erkrankungen

Darüber hinaus gibt es eine Idiopathische Form sowie eine Autosomal-dominante Form mit Hypokalzämie.

## Einteilung
Mithilfe des Kalzium-Belastungstestes nach Pak können folgende Hauptformen unterschieden werden:
- absorptive Form I
- absorptive Form II (renaler Phosphatverlust mit Hyperkalzurie)
- renale Form
- resorptive Form (Hyperparathyreoidismus)

## Klinische Erscheinungen
Bei der Hyperkalzurie handelt es sich um eine Labordiagnose aus dem Urin zunächst ohne oder mit unspezifischen klinischen Erscheinungen.

## Therapie
Die Behandlung richtet sich nach der gefundenen Ursache.